# 5569 Colby
Az 5569 Colby (ideiglenes jelöléssel 1974 FO) a Naprendszer kisbolygóövében található aszteroida. Carlos Torres fedezte fel 1974. március 22-én.